# Lagunes
Lagunes är ett distrikt i Elfenbenskusten. Det ligger i den sydöstra delen av landet, 150 km sydost om huvudstaden Yamoussoukro. Antalet invånare var 2 042 623 vid folkräkningen 2021. Lagunes gränsar till Bas-Sassandra, Gôh-Djiboua, Lacs, Comoé och det autonoma distriktet Abidjan.
Lagunes delas in i regionerna:
- Agnéby-Tiassa
- Grands-Ponts
- La Mé